# مارمول كاربخال
لويس دل مارمول كرفاخال (بالإسبانية: Luis del Mármol Carvajal)‏ (وُلد في 1520 في غرناطة و توفي في 1600 في بلش ملقة) هو عسكري ومؤرخ إسباني عاش سنوات عديدة بين الموريسكيين الذين اُحْتُجِزوا في غرناطة بعد استردادها من المسلمين، كما عاش كذلك في شمال أفريقيا.

## مسيرته
كان ابنًا غير شرعي للقاضي الأكبر بيدرو دل مارمول والذي اعترف به في 1528. خدم كجندي للملك شارلكان أو شارل الخامس و كذلك فيليب الثاني في حملاتهم في إيطاليا وشمال أفريقيا. تم سجنه بالجزائر لمدة 8 سنوات. اتقن العربية والامازيغية.
تزامن وجوده في شمال أفريقيا مع تغلغل الحكم العثماني في ليبيا وتونس والجزائر وتغير نظام الحكم الملكي في المغرب من سلالة الوطاسية الى سلالة السعدية. وفي هذا الإطار تجول في شمال أفريقيا وفي البحر الأبيض المتوسط
كتب بين عامي 1573م-1599م وصفًا عامًا لأفريقيا. وبذلك واصل التأريخ لشمال أفريقيا الذي قام به الحسن بن محمد الوزان الفاسي والمعروف بتسمية ليون الأفريقي. تم تسميته مفتشًا للجيش من طرف دون خوان دي اوستريا ابن شارلكان.
شارك في قمع انتفاضة الموريسكيين بين 1568م و1571م أو ما سماه الإسبان حرب البشرات، وتبعًا لذلك ألف كتابًا آخر حول هذه الأحداث. وقد اعترفت السلطة بخدماته وأقطعته «قرية» (منزل ريفي فخم ذو طابع شرقي) في بلش ملقة. وكتب عنه مؤلفون إسبان كثيرون منهم: أجوستين غونزاليس دي أميثوا، داريو كابانيلاس، مرسيدس غارسيا أرينال وفاليريانو سانشيز راموس.

## مؤلفات
- Descripción general de África, sus guerras y vicisitudes, desde la fundación del mahometismo hasta el año 1571. نشر في غرناطة في ثلاثة أجزاء 1573 بين 1599.[1]
- '"Historia de la rebelión y castigo de los moriscos del reino de Granada''. نشر سنة 1600 في ملقة .[2]